# Mathias Rolland
Mathias Rolland (Albertville, 31 marzo 1991) è un ex sciatore alpino francese.

## Biografia
Originario di Pralognan-la-Vanoise e attivo in gare FIS dal dicembre del 2006, Rolland esordì in Coppa Europa il 21 gennaio 2009 a Courchevel in slalom speciale, senza completare la prova, e ottenne il suo miglior risultato in campo internazionale vincendo la medaglia di bronzo nella medesima specialità ai Mondiali juniores di Crans-Montana 2011.
Ottenne il suo miglior piazzamento in Coppa Europa il 21 dicembre 2011 a San Vigilio/Plan de Corones in slalom parallelo (17º) e si ritirò al termine della stagione 2012-2013; la sua ultima gara fu lo slalom speciale dei Campionati britannici 2013, disputato il 30 marzo a Méribel e non completato da Rolland. In carriera non debuttò in Coppa del Mondo né prese parte a rassegne olimpiche o iridate.

## Palmarès

### Mondiali juniores
- 1 medaglia:
  - 1 bronzo (slalom speciale a Crans-Montana 2011)

### Coppa Europa
- Miglior piazzamento in classifica generale: 189º nel 2012